# دوري كرة القدم النرويجي الدرجة الأولى 1963
دوري كرة القدم النرويجي الدرجة الأولى 1963 (بالنرويجية: 2. divisjon fotball for menn 1963)‏ هو موسم من الدوري النرويجي الدرجة الأولى. فاز فيه Sandefjord BK ‏.